# Église Saint-Alexis (Samarcande)
Pour les articles homonymes, voir Église Saint-Alexis.
La collégiale Saint-Alexis (Собор Святителя Алексия, Митрополита Московского) est une église orthodoxe située à Samarcande en Ouzbékistan. Elle dépend du patriarcat de Moscou et a été consacrée en 1912, après trois ans de travaux, sous le vocable de saint Alexis de Moscou.

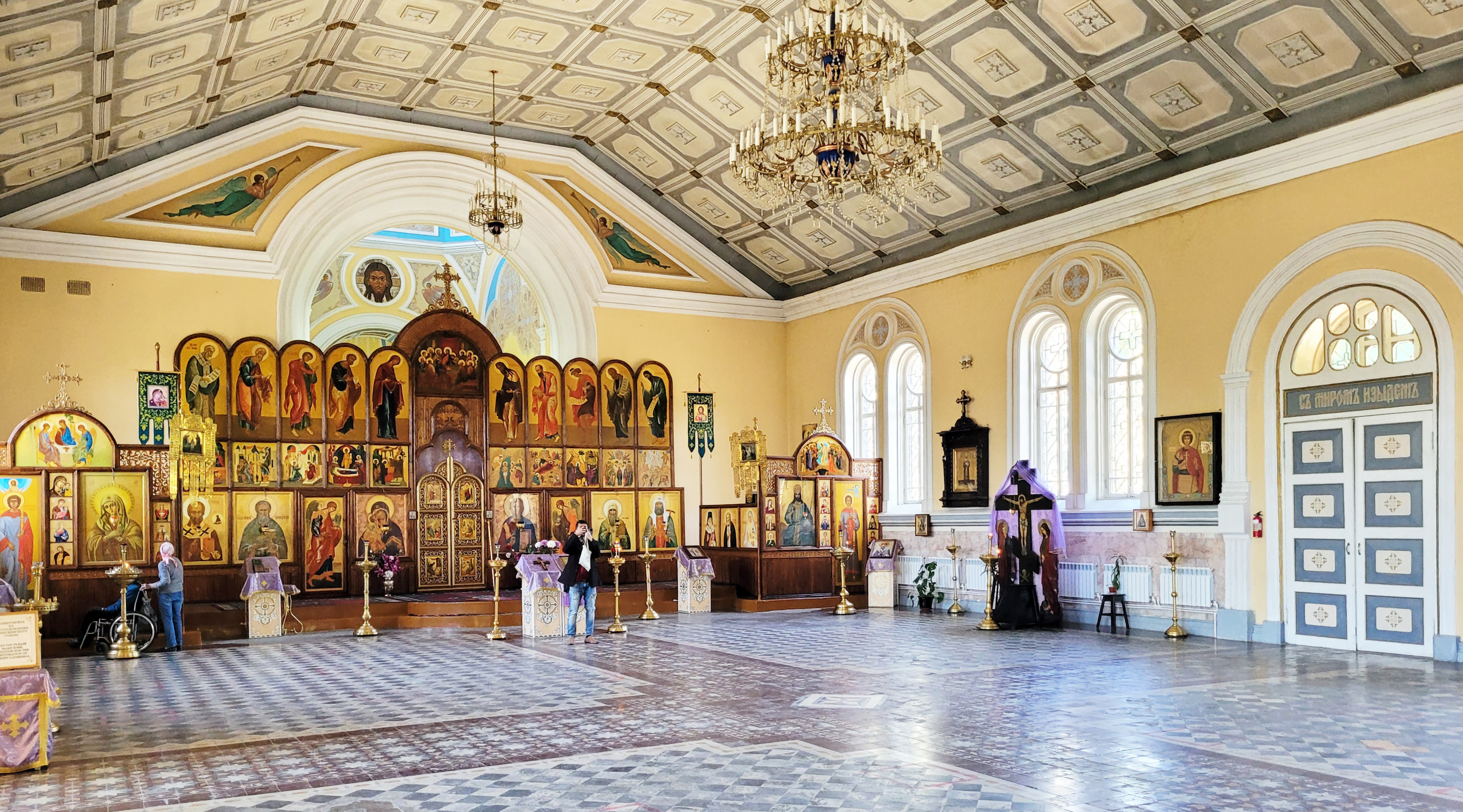

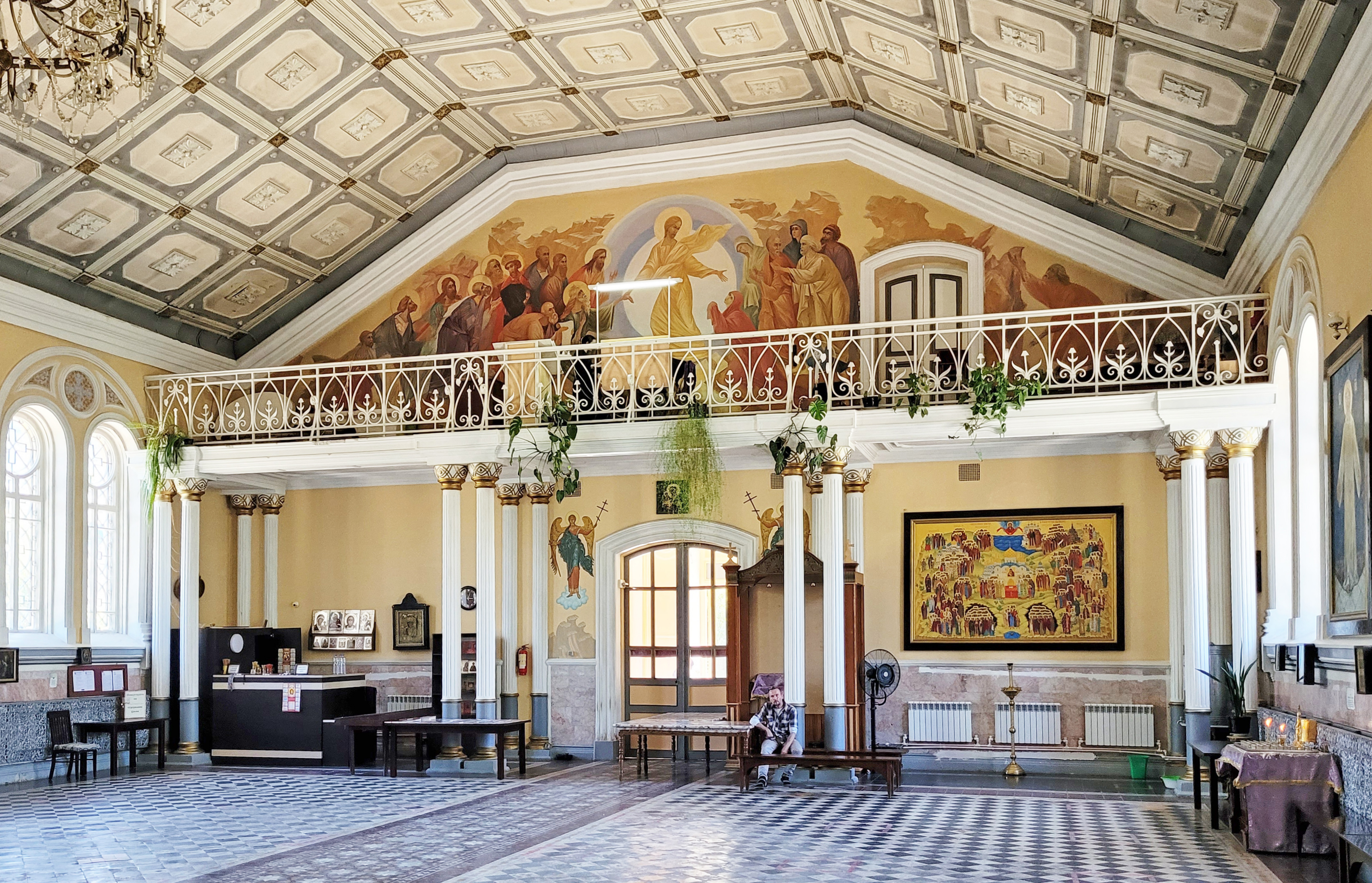

## Historique
La première pierre de l'église Saint-Alexis, de styles éclectique et néorusse, a été bénite en 1909 et l'église consacrée en 1912. Elle servait alors d'église de garnison. De type église-halle, elle mesure 24 mètres de longueur et 16 mètres de largeur. Elle a été fermée par les autorités soviétiques pendant les années 1920, la coupole décorée de kokochniks a été démolie, ainsi que le clocher. Située sur le territoire de la garnison, l'ancienne église a servi à divers usages administratifs militaires. Elle a été transformée ensuite en musée d'histoire naturelle.
L'église a été rendue au culte en 1996 et solennellement reconsacrée par le patriarche Alexis II de Moscou, le 13 novembre 1996.

## Source
- (ru) Cet article est partiellement ou en totalité issu de l’article de Wikipédia en russe intitulé « Собор Святителя Алексия (Самарканд) » (voir la liste des auteurs).